# Bill van Auken
Bill van Auken (* 1950) ist ein US-amerikanischer Politiker und führendes Mitglied der trotzkistischen Socialist Equality Party (SEP). Er war 2004 bei den US-Präsidentschaftswahlen der Kandidat seiner Partei und erhielt 1.857 Stimmen (= 0,0015 %). Bei der Senatswahl 2006 bewarb er sich als Gegenkandidat von Hillary Clinton um den Senatssitz für New York und erzielte 6.004 Stimmen (= 0,13 %).
Van Auken schreibt als Journalist für die von der SEP betriebene World Socialist Web Site.